# Thaumalea corsica
Thaumalea corsica är en tvåvingeart som beskrevs av Edwards 1929. Thaumalea corsica ingår i släktet Thaumalea och familjen mätarmyggor. Inga underarter finns listade i Catalogue of Life.